# Guds moders avsomnandes kyrka, Bački Jarak
Guds moders avsomnandes kyrka (serbisk kyrilliska: Црква Успења Пресвете Богородице; latinska: Crkva Uspenja Presvete Bogorodice) är en serbisk-ortodox kyrkobyggnad belägen i byn Bački Jarak, i distriktet Södra Bačka i provinsen Vojvodina, i norra Serbien.
Kyrkan är helgad åt högtiden Guds moders avsomnande, som är östortodoxa kyrkans benämning på Jungfru Marie himmelsfärd och tillhör Bačkas stift.

## Historik
Guds moders avsomnandes kyrka i Bački Jarak började att byggas år 1998 och stod klar 2002.

## Kyrkan
Kyrkan är 25 meter lång, 10 meter bred och 35 meter hög.

## Bilder

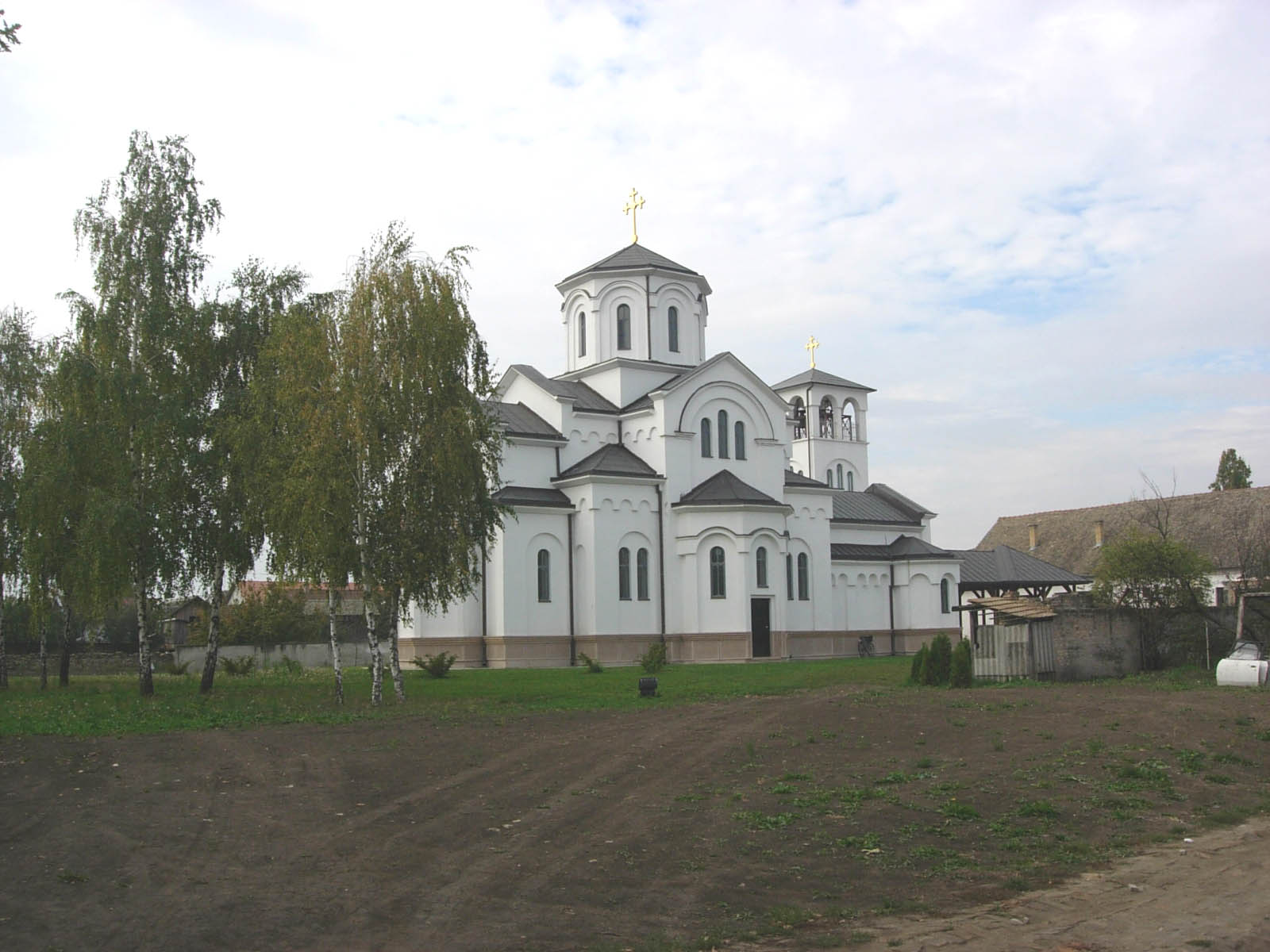
Kyrkan från sidan.
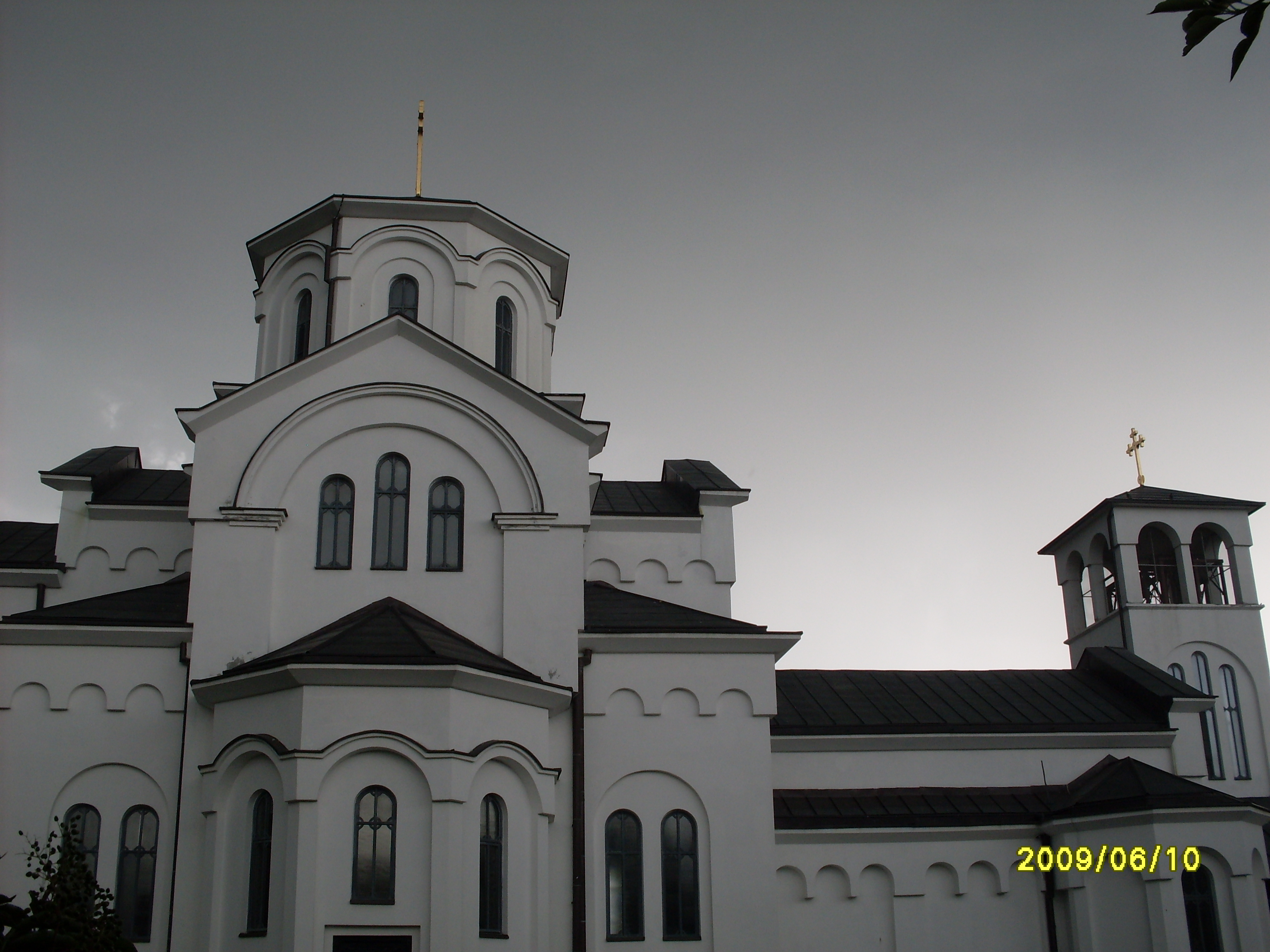
Närbild på fasaden.